# Crash Bandicoot 3: Warped
A Crash Bandicoot 3: Warped egy videójáték, amelyet a Sony Computer Entertainment jelentetett meg PlayStationre. A játékot a Universal Interactive Studios (később Vivendi Games) hozta forgalomba, és a Naughty Dog stúdió fejlesztette.
A játék 1998. október 31-én jelent meg Amerikában, novemberben Európában és decemberben Japánban. 1999-ben ismét kiadták a Sony Greatest Hits sorozat tagjaként, majd 2000-ben a Platinum Range sorozatban ismét megjelent.
A játék cselekménye közvetlenül az ezt megelőző Crash Bandicoot 2: Cortex Strikes Back cselekményét folytatja.

## Cselekménye
Cortex felrobbantott űrhajójának egy darabja lezuhant a földre, pont egy ősi lezárt templomra, ahol eddig Aku Aku gonosz ikertestvére, Uka Uka raboskodott. A gonosz maszk felkeresi Cortexet. Uka Uka varázserejével, Cortex technikai hátterével, és Dr. N. Tropy hatalmával az idő felett, megalkotják a tér-idő gépet, hogy megszerezzék az időben szétszóródott kristályokat. Ebben a játékban is a Warp Room-os rendszer működik. Itt már végre megjelennek a ereklyék (relic) is, amiket úgy nyerhetünk meg, ha egy bizonyos időn belül végigrohanunk a pályán. A játékban a főellenségek után különleges képességeket kapunk. Tiny Tiger után a hasalás fog egy kis lökéshullámot generálni, Dingodile után kettős ugrásunk lesz, N. Tropy után hosszabb pörgést kapunk amivel lassabban zuhanunk ezáltal áthidalhatunk nagyobb akadályokat, N. Gin után kapunk egy páncélöklöt ami wumpa gyümölcsöket lő, és végül, de nem utolsósorban N. Cortex után gyors futás képességünk lesz ami nagyban megkönnyíti az ereklyék megszerzését. Crash összeszedi a kristályokat, gyémántokat és ereklyéket, legyőzi Cortexet és csatlósait. Tropy időgépe elromlik, és hármukat (Cortex, Tropy, Uka Uka) visszaküldi az őskorba.

## Főellenfelek
- Tiny Tiger
- Dingodille
- N. Tropy
- N. Gin
- Dr. Neo Cortex

## Szereplők
- Crash Bandicoot – A játék mindenkori főhőse
- Coco Bandicoot – Crash kishúga, a számítógépzseni
- Pura – Egy kis tigris, Coco háziállata
- Aku Aku – A már ismert maszk
- Uka Uka – A gonosz maszk
- Tiny Tigger – Neve ellenére egy hatalmas tasmán tigris
- Dingodile – Félig dingó, félig krokodil, egy hatalmas lángszóróval
- N. Tropy – Az idő ura
- N. Gin – Cortex jobb keze, robotszakértő
- N. Cortex – Crash legnagyobb ellensége, a gonosz tudós

## Játékmenet
Egy szimpla 3D-platform játék. Crashnek ebben a részben is három képessége van: ugrás, pörgés, hasalás, de vannak jutalom képességek is az ellenfelek legyőzése után. Ezekkel tudja elintézni ellenfeleit.

Tiny Tiger: Erős hasalás. (X-O)

Dingodile: Dupla ugrás. (X-X)

N. Tropy: Hosszú pörgés. (Kombinálva a dupla ugrással nagy szakadékokat tudsz átugrani: X-X-Négyzet sokszor egymás után, gyorsan)

N. Gin: Aknavető. (L2 folyamatosan az elővételhez, mozgás gomb használata a célzáshoz, majd O a tüzeléshez)

Dr. Neo Crotex: Gyors futás (R2)

Crash tud Wumpát gyűjteni, ha 100 összegyűl, akkor a játékos kap egy extra életet. (Maximum 99 életet gyűjthet össze.)

### Kristályok
Összesen 25 kristály van ( az első 5 szinten, szintenként 5 ), ezeket a pályán való végigmenetel során lehet megszerezni, mindig jól látható helyeken vannak, Miután 5 összegyűlik, elérhető lesz egy adott szint főellenfele.

### Drágakövek és dobozok
Összesen 45 drágakő található a játékban ( 40 fehér, 5 színes ). A fehér drágakövekből 30 db-ot az összes doboz széttörésével lehet megkapni, 14 db-ot különböző rejtett utakon vagy extra kihívás teljesítésével szerezhető meg ( ide tartozik az 5 színes ), az utolsót pedig akkor lehet megkapni, amikor az összes arany ereklye meg van.
A játék során dobozokat lehet találni 1 kivételével az összes pályán.. Crash a dobozok felbontásával szerezhet Wumpákat és életeket. A következő fajta dobozok léteznek:
- sima doboz: ez csak Wumpát tartalmaz.
- csíkos doboz: ha ezen ugrál a játékos, akkor kap 10 Wumpát.
- Crash doboz: életet tartalmaz.
- ? doboz: ebben vagy Wumpa, vagy élet van.
- nyíl doboz: segítségével magasra tud ugrani. Egy Wumpát tartalmaz.
- Vas nyíl doboz: ez is magasra tud ugrasztani, viszont nem lehet széttörni.
- vas doboz: ezt nem lehet kibontani.
- ! doboz: ez is vasból van, de felszabadíthat plusz dobozokat.
- TNT: ha a játékos belepörög felrobban, ám ha ugrik, csak 3 másodperc múlva robban fel.
- Nitro: ha a játékos neki megy, azonnal felrobban.
- Checkpoint: ennek a doboznak a helyére kerülünk vissza, ha meghalunk.
- Aku Aku doboz: ebben található a bűvös maszk, ami megvédi a támadásoktól, hármat kell összegyűjteni, amitől Crash magára ölti Aku Akut.
- Vasalt szélű doboz: rá kell vetődni (ugrás közben guggolás) máshogy nem lehet kinyitni, egy Wumpa van benne.

#### Színes drágakövek
Ezek a drágakövek rejtett szakaszokon vagy halálutakon (ezekhez egy lebegő platform visz el, amennyiben addig a pályában nem veszítettünk el 1 életet sem ) találhatóak. Megszerzésük után elérhetővé válnak a drágakő-utak, ahova mindig egy olyan színű platform visz el, amilyen színű drágakő kell a belépéshez.
- Kék: A Tomb wader nevű pályán a halálút végén lehet megtalálni.
- Lila: A High time nevű pályán a halálút végén lehet megtalálni.
- Piros: A Deep trouble nevű pályán van egy érdekesség: a pálya végén van egy kapcsoló, miután ezt kipörgette, vissza kell menni a lefagyott ládákhoz, amik TNT – k lettek. Ezen az úton végig kell menni és az út végén lehet megtalálni.
- Sárga: A hetedik szinten a Hang'em high nevű pálya folytatásán lehet megtalálni 10 db ereklye összegyűjtése után.
- Zöld: A Flaming passion nevű pályán a halálút végén lehet megtalálni.

### Ereklyék
Az ereklyéket idő alatti módban lehet megszerezni. 32 db van belőlük, velük extra pályákat nyithatunk meg a 6. szinten.
Zafír: A legegyszerűbben megszerezhető, elérhető amint egy adott pályán meg van a kristály.
Arany: A zafírnál nehezebb ereklye, legtöbb pályában elérhető futás nélkül. Az összes arany ereklye megszerzése után a Időgép központjában megjelenik egy fehér gyémánt, ami 105%-ra növeli az elérhető maximumot.
Platina: Ezeknek az időkövetelményei csak akkor jelennek meg, ha az összes arany ereklye meg van szerezve. Ehhez meg kell szerezni a futás képességet, másképpen csak azokban a pályákban lehet megszerezni, ahol nem gyalogosan lehet végig menni (hanem pl. úszva, tigris háton, motoron stb.). Százalék érdekében nem kötelező megszerezni.
Fejlesztői időrekordok (csak NTSC verzióban): A fejlesztők időrekordokat állítottak fel minden egyes pályán ( a rekordok és hogy kik érték el, a játék végén a készítők neveinek felsorolása után láthatóak – amennyiben 105% meg van ), ezek a Platina ereklyéknél is nehezebbek, viszont ezeket szintén nem kötelező megdönteni, mivel extra %-ot nem adnak, továbbá a pályák menüjében sincsenek kiírva.

## Ereklyék megszerzésének ideje

### PAL Verzió
| Pályanév        | Zafír   | Arany   | Platina |
| --------------- | ------- | ------- | ------- |
| Toad Village    | 1:02:00 | 0:56:52 | 0:43:04 |
| Under Pressure  | 1:46:00 | 1:17:92 | 1:10:48 |
| Orient Express  | 0:41:00 | 0:27:80 | 0:18:08 |
| Bone Yard       | 1:43:00 | 1:38:20 | 1:19:00 |
| Makin' Waves    | 1:08:00 | 0:58:20 | 0:53:24 |
| Gee Wiz         | 1:34:00 | 1:21:72 | 1:04:00 |
| Hang 'em High   | 1:23:00 | 0:51:64 | 0:42:80 |
| Hog Ride        | 0:45:00 | 0:41:44 | 0:35:04 |
| Tomb Time       | 1:41:00 | 1:09:00 | 0:52:92 |
| Midnight Run    | 0:53:00 | 0:38:20 | 0:18:20 |
| Dino Might!     | 1:33:00 | 1:24:76 | 1:02:00 |
| Deep Trouble    | 1:47:00 | 1:25:16 | 1:18:36 |
| High Time       | 2:12:00 | 1:04:12 | 0:56:96 |
| Road Crash      | 1:25:00 | 1:20:72 | 1:17:08 |
| Double Header   | 1:27:00 | 1:21:16 | 0:59:40 |
| Sphynxinator    | 1:42:00 | 1:22:64 | 0:56:68 |
| Bye Bye Blimps  | 1:09:00 | 0:58:40 | 0:51:48 |
| Tell No Tales   | 1:42:00 | 1:25:64 | 1:05:24 |
| Future Frenzy   | 2:01:00 | 1:34:00 | 1:19:64 |
| Tomb Wader      | 2:44:00 | 1:45:04 | 1:24:00 |
| Gone Tomorrow   | 2:03:00 | 1:23:60 | 1:00:12 |
| Orange Asphalt  | 1:36:00 | 1:31:20 | 1:21:80 |
| Flaming Passion | 1:42:00 | 1:12:08 | 0:58:40 |
| Mad Bombers     | 2:08:00 | 1:55:20 | 1:38:16 |
| Bug Lite        | 1:47:00 | 1:32:84 | 1:12:92 |
| Ski Crazed      | 1:16:00 | 0:50:48 | 0:33:32 |
| Area 51?        | 1:53:00 | 1:49:80 | 1:44:48 |
| Rings Of Power  | 1:22:00 | 1:03:44 | 0:53:76 |
| Hot Coco        | 1:00:00 | 0:30:08 | 0:19:96 |
| Eggipus Rex     | 0:55:00 | 0:50:00 | 0:44:84 |

### NTSC Verzió
Az NTSC verzió bizonyos időkövetelményei eltérnek a PAL verzió követelményeitől, a karakter sebességének és fizikájának megváltoztatása miatt. Az NTSC verzióban továbbá szerepelnek a fejlesztői időrekordok is.

## Pályák és magyar fordításaik

### 1. szint
- 1. Toad village – Békafalu
- 2. Under pressure – Nyomás alatt
- 3. Orient express – Orient express
- 4. Bone yard – Csont – udvar
- 5. Makin' waves – Ki szelet vet

### 2. szint
- 6. Gee wiz – A varázsló
- 7. Hang'em high – Lógasd fel
- 8. Hog ride – Őrült futam
- 9. Tomb time – Végítélet
- 10. Midnight run – Éjszakai rohanás

### 3. szint
- 11. Dino might – Dínó föld
- 12. Deep trouble – Zűrben
- 13. High time – Itt az idő
- 14. Road crash – Roncs derbi
- 15. Double header – Dupla fejes

### 4. szint
- 16. Sphynxiator – Sphynxiator
- 17. Bye, bye blimps – Viszlát, dagi!
- 18. Tell no tales! – Elég a mesékből!
- 19. Future frenzy – Az őrült jövő
- 20. Tomb wader – Sír gázló

### 5. szint
- 21. Gone tomorrow – Az elveszett holnap
- 22. Orange asphalt – Narancs aszfalt
- 23. Flaming passion – A szenvedély lángjai
- 24. Mad bombers – Őrült bombázók
- 25. Bug lite – A fénypont

### 6. szint
Ez a terem 5 ereklye megszerzése után érhető el.
- 26. Ski crazed – Sí őrület – 5 ereklye után játszható
- 27. Rejtett szakasz a 7. pályán – 10 ereklye után játszható
- 28. Area 51? – 51 zóna? – 15 ereklye után játszható
- 29. Rejtett szakasz a 19. pályán – 20 ereklye után játszható, a 19. pálya mindkét drágakövét innen lehet megszerezni.
- 30. Rings of power – Az erő gyűrűi – 25 ereklye után játszható

### Rejtett pályák
- 31. Eggipus rex – Eggipus rex – bejutáshoz a sárga drágaköves bónuszszinten kell végigmenni és amikor a triceratopsz elkezd üldözni, a második ősmadárnak neki kell menni, és ő elrepít a rejtett pályára.
- 32. Hot coco – Forró kókusz – elérhető a 14. pályából – a 7. doboz után az út bal oldalán levő táblának neki kell hajtani. Ez egy idegen fejet ábrázol, jelezve hogy ez egy rejtett pálya.